# André de Azevedo
André de Azevedo (n. 8 iulie 1959, São José dos Campos, São Paulo, Brazilia) este un pilot brazilian de rally raid. A concurat pe motociclete, apoi la categoria camioanelor. A câștigat 10 etape la Raliul Dakar cu camioanele Tatra și a atins cel mai bun rezultat la Raliul Dakar din 2003 cu locul 2. 
Fratele său, Jean de Azevedo, a concurat de asemenea la categoria Moto în Raliul Dakar. 

## Rezultate la Raliul Dakar
| An   | Clasa                                              | Vehicul                                            | Poziție                                            | Etape câștigate                                    |
| ---- | -------------------------------------------------- | -------------------------------------------------- | -------------------------------------------------- | -------------------------------------------------- |
| 1988 | Moto                                               | Yamaha                                             | DNF                                                | 0                                                  |
| 1989 | Nu a concurat                                      | Nu a concurat                                      | Nu a concurat                                      | Nu a concurat                                      |
| 1990 | Moto                                               | Yamaha                                             | 22                                                 | 0                                                  |
| 1991 | Moto                                               | Yamaha                                             | 21                                                 | 0                                                  |
| 1992 | Nu a concurat                                      | Nu a concurat                                      | Nu a concurat                                      | Nu a concurat                                      |
| 1993 | Moto                                               | Yamaha                                             | 9                                                  | 0                                                  |
| 1994 | Moto                                               | Yamaha                                             | 15                                                 | 0                                                  |
| 1995 | Nu a concurat                                      | Nu a concurat                                      | Nu a concurat                                      | Nu a concurat                                      |
| 1996 | Moto                                               | KTM                                                | 9                                                  | 0                                                  |
| 1997 | Moto                                               | KTM                                                | 15                                                 | 0                                                  |
| 1998 | Nu a concurat                                      | Nu a concurat                                      | Nu a concurat                                      | Nu a concurat                                      |
| 1999 | Camion                                             | Tatra                                              | 3                                                  | 2                                                  |
| 2000 | Camion                                             | Tatra                                              | 4                                                  | 2                                                  |
| 2001 | Camion                                             | Tatra                                              | DNF                                                | 1                                                  |
| 2002 | Camion                                             | Tatra                                              | 10                                                 | 3                                                  |
| 2003 | Camion                                             | Tatra                                              | 2                                                  | 2                                                  |
| 2004 | Camion                                             | Tatra                                              | 6                                                  | 0                                                  |
| 2005 | Camion                                             | Tatra                                              | DNF                                                | 0                                                  |
| 2006 | Camion                                             | Tatra                                              | 4                                                  | 0                                                  |
| 2007 | Camion                                             | Tatra                                              | 5                                                  | 0                                                  |
| 2008 | Ediție anulată – înlocuită cu Central Europe Rally | Ediție anulată – înlocuită cu Central Europe Rally | Ediție anulată – înlocuită cu Central Europe Rally | Ediție anulată – înlocuită cu Central Europe Rally |
| 2009 | Camion                                             | Tatra                                              | 6                                                  | 0                                                  |
| 2010 | Camion                                             | Tatra                                              | DNF                                                | 0                                                  |
| 2011 | Camion                                             | Tatra                                              | DNF                                                | 0                                                  |
| 2012 | Camion                                             | Tatra                                              | 8                                                  | 0                                                  |